# Витков
Витков (укр. Витків) — село, входит в Гощанскую поселковую общину Ровненского района Ровненской области Украины.
Население по переписи 2001 года составляло 349 человек. Почтовый индекс — 35461. Телефонный код — 3650. Код КОАТУУ — 5621283202.